# Luzie
Luzie ist ein weiblicher Vorname.
Vom lateinischen lux (Gen. lucis, f.) „Licht“ abgeleitet, ist die Schreibweise mit z die deutsche Variante des Namens. Diese Variante ist nicht zu verwechseln mit romanischen Varianten des Namens, wie etwa Lucia (ital.) oder Lucie (fr.). Im Abschnitt Varianten des Artikels "Lucia" finden sich weitere, zumeist romanische Varianten.

## Bedeutung
Die Strahlende, die Leuchtende, die Herrscherin des Lichts, die bei Tagesanbruch Geborene.

## Namenstag
Der Namenstag ist der 13. Dezember.

## Bekannte Namensträgerinnen
- Luzie, der Schrecken der Straße, Kinderfernsehserienfigur aus dem Jahr 1980
- Luzie Buck (* 1983), deutsche Schauspielerin
- Luzie Uptmoor (1899–1984), deutsche Malerin
- Fisch-Luzie (1850–1921), Spitzname einer deutschen Fischhändlerin, die beliebtes Bremer Stadtoriginal war

## Trivia
- Redewendung: „Und ab geht die Luzie“ (vermutlich positiv abgeleitet von „der Teufel (Luzifer) ist los“)[1]
- Das Ludwigshafener Zentrum für individuelle Erziehungshilfen trägt die Abkürzung LuZiE[2]
- Die virtuelle Studienberaterin des DAAD heißt Luzie[3]